# Zelinkaderes floridensis
Zelinkaderes floridensis är en djurart som tillhör fylumet pansarmaskar, och som beskrevs av Higgins 1990. Zelinkaderes floridensis ingår i släktet Zelinkaderes och familjen Zelinkaderidae. Inga underarter finns listade i Catalogue of Life.